# Atoll das Rocas
Pour les articles homonymes, voir Rocas.
L'atoll das Rocas (Atol das Rocas) est un atoll de l'Océan Atlantique. Il fait partie de l'état brésilien du Rio Grande do Norte.
Cet atoll ovale est long de 3,7 km et large de 2,5 km. Le lagon atteint une profondeur de 6 mètres et sa surface est de 7,5 km2. La terre ferme s'étend sur 0,36 km2 (deux îlots à l'ouest, Cemitério et Farol). Le point culminant est une dune au sud de Farol, haute de 6 mètres. Depuis 2001, l'atoll, avec les réserves de Fernando de Noronha, est classé au patrimoine mondial de l'UNESCO. 
Les deux îlots sont recouverts d'herbes, de buissons et de quelques palmiers. On y trouve des éponges, coraux, crustacés, de nombreux poissons et oiseaux.

## Phare de l'Atoll das Rocas
Un phare des garde-côtes brésiliens est en service depuis les années 1960 à l'extrémité Nord de Farol. À proximité se trouve un phare en ruine datant de 1933.

## Réserve biologique de l'Atoll das Rocas
L'atoll possède une réserve biologique depuis 1979, inscrite sur la liste indicative brésilienne au patrimoine mondial de l'UNESCO et classée site Ramsar depuis 2015. Tortues marines, requins, dauphins et oiseaux sont nombreux à ses abords. L'atoll est principalement constitué de corail et d'algue rouge. L'anneau de corail est presque fermé, un canal large de 200 m subsistant au nord ainsi qu'un canal plus étroit à l'ouest.

## Concessions pétrolières
L’État brésilien a vendu aux enchères des concessions pétrolières dans le secteur de l'atoll das Rocas le 13 décembre 2023.